# Crisene
Il crisene (nome sistematico: benzo[a]fenantrene) è un idrocarburo tetraciclico aromatico avente formula molecolare C18H12. 
La sua molecola è costituita da 4 anelli benzenici condensati a sbalzo e pertanto fa parte dei fenaceni (come il fenantrene). Il crisene è un isomero del naftacene (o tetracene), che però ha i 4 anelli condensati in linea e fa quindi parte degli aceni (come l'antracene).
Il naftacene è uno degli idrocarburi policiclici aromatici (IPA) oggetto di studi e simulazioni della sua presenza allo scopo di razionalizzare gli spettri infrarossi o ultravioletti di particolari oggetti nel mezzo interstellare.

## Etimologia
Il suo nome deriva dall'unione di «cris(o)-» + «-ene»; «criso-», latino scientifico chryso-, deriva dal greco χρυσός (khrysós), oro, dorato, e non ha invece a che fare con «crisi» (greco: κρίσις), ma è da ricondursi al colore dorato dei suoi cristalli ottenuti in quel tempo, colore che in realtà era dovuto alla presenza di impurezze di naftacene, che non è facilmente separabile dal crisene; questo, se in forma altamente pura, è incolore; «-ene» è il suffisso generale usato per designare l'insaturazione in alcheni e areni.

## Proprietà
In condizioni ambiente il crisene si presenta come cristalli ortorombici incolori, ottenibili per ricristallizzazione del crisene grezzo in benzene o in acido acetico. I cristalli sono dotali di fluorescenza rosso-violetta e sono praticamente insolubili in acqua ed anche poco solubili nei comuni solventi organici.
La molecola del crisene è un ibrido di risonanza di 8 forme limite, tutte strutture di Kekulé (per confronto, nel naftacene ne sono presenti solo 5). Inoltre, nella molecola sono presenti 18 elettroni π (4 × 4 + 2); pertanto il crisene si conforma al criterio di aromaticità di Hückel, valevole però strettamente solo per idrocarburi monociclici. Tuttavia, la sua natura di composto aromatico non è in discussione, essendo stata confermata dai risultati di svariate tecniche.
Come gli altri idrocarburi aromatici, il crisene è un composto endotermico, ΔHƒ° = +145,3 ± 2,2 kJ/mol, ma notevolmente meno endotermico dell'isomero naftacene, ΔHƒ° = +206,7 ± 3,0 kJ/mol, come già suggerito dal maggior numero di strutture di risonanza. Questo però è un risultato generale: i fenaceni sono più stabili dei corrispondenti aceni. Parallelamente, strappare un elettrone al crisene è più difficile che al naftacene, i potenziali di ionizzazione sono 7,60 eV e 6,97 eV, rispettivamente.
Insieme a molti altri idrocarburi policiclici aromatici, il crisene si trova nel catrame di carbon fossile e nel creosoto. Viene utilizzato nell'industria dei coloranti.

## Presenza in natura
Il crisene è un componente del fumo di tabacco. Insieme al picene, il crisene si trova anche in un minerale, la Curtisite (o Idrialite). Il crisene, come diversi altri idrocarburi policiclici aromatici, è stato trovato nel mezzo interstellare e sono state riportate alcune sue trasformazioni in situ.

## Sicurezza
Come con altri IPA, si sospetta che il crisene sia un agente cancerogeno per l'uomo. Alcune prove suggeriscono che provochi il cancro negli animali da laboratorio, ma il crisene è spesso contaminato da composti più fortemente cancerogeni. Si stima che il crisene abbia circa l'1% della tossicità del benzo(a)pirene.

## Derivati
I derivati del crisene comprendono il tetraidrocrisene e il 2,8-diidrossiesaidrocrisene, che sono composti estrogenici. Il crisnatolo, medicina sperimentale per il cancro, è un derivato del crisene.